# Ландо, Владилен Маркович
Владилен Маркович Ландо (1 июля 1924, Батум — 16 мая 1993, Рига) — заслуженный деятель культуры Латвийской ССР, командир части, подполковник.

## Биография
Владилен Маркович Ландо родился 1 июля 1924 в Батуми, Грузинская ССР. В 1941 году ушёл добровольцем на фронт, защищал Ленинград с первого до последнего дня его блокады. Закончил войну начальником разведки дивизиона, награждён многими боевыми орденами и медалями, в их числе Орден Александра Невского.
После войны находился на партийно-политической работе в Советской армии.
Полковник в отставке[когда?], с 1967 года заслуженный деятель культуры ЛССР, член Союза журналистов[когда?], режиссёр-постановщик Государственной филармонии ЛССР.
Основатель Театра армейской сатиры и первый художественный руководитель музыкального ансамбля «Звёздочка», режиссёр Театра миниатюр Рижского вагоностроительного завода, внештатный сотрудник латышского юмористического журнала «Dadzis», а также автор одноактных пьес, сатирических рассказов и лирических стихов.